# Behgjet Pacolli
Behgjet Pacolli (Pristina, 30 augustus 1951) is een Kosovaars Albanees zakenman en politicus.
Hij is oprichter van de Mabetex, een internationaal concern dat werd opgericht in 1990 en gespecialiseerd is in de bouw en renovatie van grote gebouwen.
Op 17 maart 2006 richtte hij de politieke partij Nieuwe Kosovo Alliantie op in Kosovo en behaalde bij de verkiezingen op 17 november 2007 12,3% van de stemmen, wat goed was voor 13 zetels in het 120 zetels tellende parlement.
Op 22 februari 2011 werd Pacolli verkozen tot president van Kosovo. Het hooggerechtshof oordeelde echter dat de verkiezing ongrondwettig was, waardoor Pacolli aftrad op 30 maart 2011.